# Quasi delitto
Il quasi delitto è un concetto giuridico introdotto nel diritto romano per ricomprendere i fatti e gli atti giuridici illeciti, diversi da un delitto, fonti di obbligazioni equiparate a quelle nascenti da delitto (il termine deriva, infatti, dall'espressione obligatio quasi ex delictu, 'obbligazione come da delitto').

## Generalità
Nelle Istituzioni di Giustiniano il quasi delitto venne annoverato tra le fonti delle obbligazioni, assieme a delitto, contratto e quasi contratto. Tra le quattro categorie è, però, quella che ha sollevato le maggiori incertezze, non essendo fin dall'inizio ben chiaro il criterio di distinzione dal delitto; in effetti, sembra creata più per ragioni di simmetria che per effettive esigenze di differenziazione. Il quasi delitto è trattato nel libro 4 titolo 5 delle Istituzioni, che distingue le seguenti tipologie: la responsabilità del giudice che ha deciso una causa sulla base di un coinvolgimento personale (1ª parte); la responsabilità per il danno derivante da una cosa in custodia (1° paragrafo); la responsabilità del padre per il danno causato dal figlio (2° paragrafo); la responsabilità per il danno causato da dipendenti o incaricati (3° paragrafo). A parte la responsabilità del giudice, sono tutte figure che nel diritto odierno costituiscono casi di responsabilità oggettiva (v. artt. 2048, 2049 e 2051 c.c.).
Nel tempo sono stati proposti vari criteri per distinguere delitti e quasi delitti. Taluni hanno ricondotto la distinzione al fatto, puramente storico, che i primi - tra i quali erano stati fatti rientrare furto, rapina, danno ex lege Aquilia e iniuria - corrisponderebbero alle figure di delictum dello ius civile, mentre i secondi comprenderebbero le figure elaborate dallo ius honorarium; la spiegazione, però, non è del tutto convincente, se si tiene presente che la rapina, pur essendo un'ipotesi aggravata di furto (appartenente allo ius civile), era sanzionata con un'azione concessa dal pretore. Non è convincente nemmeno la spiegazione, proposta in epoca medievale, secondo la quale i delitti sarebbero atti dolosi e i quasi delitti atti colposi: in effetti, quella che è forse la più importante figura di delitto, il danno ex lege Aquilia, è costruita sulla nozione stessa di colpa. Nel XVIII secolo il giurista tedesco Johann Gottlieb Heinecke affinò questo criterio, considerando i delitti atti dolosi ma con possibilità estendere la responsabilità alla colpa e i quasi delitti atti puramente colposi (sicché, in presenza di dolo, si sarebbero trasformati in delitti). Nello stesso secolo, però, prese piede un diverso criterio di distinzione, propugnato dalla Pandettistica, che sarebbe poi prevalso: nei quasi delitti, a differenza dei delitti, si risponde per un evento dannoso che non si è materialmente prodotto o cooperato a produrre, ma che è stato prodotto da altre persone o da cose in relazione alle quali si è tuttavia responsabili.
I termini delitto e quasi delitto compaiono nel Code Napoléon, sia laddove elenca le fonti delle obbligazioni, sia nell'intitolazione del capo dedicato all'illecito civile; il codice, però, non fornisce alcuna definizione che permetta di distinguere le due nozioni e, del resto, non differenzia in alcun modo la relativa disciplina. Tale impostazione è stata imitata dai codici civili che lo hanno preso a modello, tra i quali il codice italiano del 1865. Non è stata, invece, ripresa dal Codice civile italiano vigente; al riguardo, nella Relazione al Re (n. 556) si legge che "Non si è considerata la duplice figura dei quasi contratti e quella dei quasi delitti, che non hanno mai potuto giustificarsi né dal lato tradizionale essendo ignota al diritto romano classico, né dal lato sostanziale essendo priva di un contenuto determinato".  Scelte analoghe sono state fatte anche da altre codificazioni del XX secolo. La distinzione tra delitti e quasi delitti non è stata accolta nemmeno dal codice civile tedesco (BGB).